# (33693) 1999 KA
1999 كي أي (ويعرف أيضًا باسم (33693) 1999 كي أي وفق تسمية الكوكب الصغير) (بالإنجليزية: 1999 KA)‏ هو كويكب ضمن حزام الكويكبات؛ وترتيبه 33693 من حيث الاكتشاف.
اكتُشف هذا الجُرم الفلكي بواسطة Paul G. Comba ‏ في 16 مايو 1999.

## وصلات خارجية
- (33693) 1999 KA في قاعدة بيانات مختبر الدفع النفاث لأجرام النظام الشمسي الصغيرة

- الاكتشاف · مخطط المدار ·  العناصر المدارية · المعلمات المادية

- (33693) 1999 KA على موقع ويكي سكاي: DSS2, SDSS, GALEX, IRAS, Hydrogen α, X-Ray, Astrophoto, Sky Map, Articles and images